# Sky (гурт)
Sky — британський інструментальний гурт, виконував музику в стилі прогресивний рок.
Утворений 1978 року в Лондоні. До складу гурту ввійшли: Джон Вільямс (John Williams; 24.04.1941, Мельбурн, Австралія) — гітара; Кевін Пік (Kevin Peek) — гітара; Френсіз Монкмен (Francis Monkman; 9.07.1949, Хемпстед, Велика Британія) — фортепіано; Хербі Флауерс (Herbie Flowers) — бас і Трістан Фрай (Tristan Fry) — ударні.
Лідером цього інструментального гурту, який у своїй творчості поєднав елементи класичної музики, джазу та року, був віртуоз іспанської гітари Джон Вільямс. Мистецтву гри на цьому інструменті Вільямс вчився у самого Андреса Сегові в «Accadamia Musicale Chigiana», а також у лондонському «Royal College Of Music».
Ще один австралієць, Кевін Пік, музичну освіту отримав в аделаїдській консерваторії, а як студійний музикант брав участь у записах таких стилістично різних виконавців, як Manfred Mann, Гері Гліттер та Мері Хопкін. Френсіз Монкмен після закінчення лондонського «Royal College Of Music» виступав з Curved Air, Хербі Флауерс, був сесійним музикантом у Девіда Боуї, Лу Ріда та T.Rex, а Трістан Фрай кілька років працював у The London Philarmonic Orchestra.
На музичному ринку гурта дебютував 1979 року добре сприйнятим альбомом «Sky», на якому поряд з новими, винахідливими адаптаціями класичних композицій можна було почути також вдалі твори авторства учасників гурту. Виданий наступного року подвійний альбом «Sky 2», промоцію якому робили сингл «Toccata» і тривале концертне турне, потрапив на вершину британського чарту. Однак 1980 року після закінчення турне Монкмен вирішив залишити своїх колег і на місце клавішника було запрошено Стіва Грейя (Steve Gray). Вже за його участю було записано лонгплей «Sky З».
24 лютого 1981 року гурт дав престижний концерт у Вестмінстерському кафедральному соборі на честь двадцятирічного ювілею діяльності організації Міжнародна амністія (Amnesty International). Ця подія була знята і записана «BBC» на відеокасеті. Однак черговий лонгплей «Sky 4. Forthcoming» виявився останньою платівкою гурту, яка потрапила до британського Тор 10. Концертний альбом «Sky Five Live», виданий 1983 року, вже не здобув такого визнання. Альбом «Cadmium» більше схилявся до русла поп-музики, але після його запису 1984 року Вілльямс залишив гурт, а інші учасники при підтримці кількох студійних музикантів запропонували досить посередній альбом «The Greatest Balloon Race». Останнім акордом у діяльності Sky став записаний 1987 року за участю оркестру «Academy Of St. Martin-ln-The-Fields» під керівництвом сера Невілла Мейрінера альбом «Mozart».

## Дискографія
- 1979: Sky
- 1980: Sky 2
- 1981: Sky 3
- 1981: Sky Boxed Set
- 1982: Forthcoming — Sky 4
- 1983: Sky 5 Live
- 1983: Cadmium
- 1984: Masterpieces — The Very Best Of Sky
- 1985: The Great Balloon Race
- 1987: Mozart
- 1989: Classics Sky
- 1993: The Best Of Collection

### John Williams
- 1970: John Williams Plays Spanish Music
- 1971: Changes
- 1973: Height Below
- 1974: Rhapsody
- 1976: Spanish Guitar
- 1976: Concerto De Aranjuez
- 1976: Best Friends
- 1978: Travelling
- 1979: Bridges
- 1979: Julian Bream & John Williams
- 1979: Carantina
- 1980: Spotlight On John Williams
- 1981: Platinum Collection
- 1982: Portrait
- 1983: The Guitar Is The Song
- 1983: MasterPieces
- 1983: Let The Music Take You
- 1985: Changes
- 1987: Concerto For Guitar & Jazz Orchestra
- 1987: John Williams — Расо Pena — Inti Illimani
- 1989: Images

### Kevin Peek
- 1980: Guitar Junction
- 1981: Awakening
- 1982: Life & Other Games
- 1984: Beyond The Planets

### Francis Monkman
- 1982: Dweller On The Threshold

### Herbie Flowers
- 1975: Planet Life
- 1980: A Little Potty